# Betsukai
Betsukai (jap. 別海町 Betsukai-chō) – miasto w Japonii, w prefekturze Hokkaido, w podprefekturze Nemuro. Według danych na rok 2020 miejscowość zamieszkiwało 14 380 mieszkańców , a gęstość zaludnienia wyniosła 10,9 os./km².